# Фронт националистов и интеграционистов
Фронт националистов и интеграционистов (фр. Front des Nationalistes et Intégrationnistes, FNI) — конголезская вооружённая группировка народности ленду, основанная в 2003 году, одна из активных участниц Итурийского конфликта. В 2005 году боевики группировки убили 9 солдат-миротворцев миссии ООН, в результате чего международные силы провели акцию возмездия против баз ФНИ.
Доклад Human Rights Watch 2005 года указывает на тесные связи FNI и золотодобывающей корпорации AngloGold Ashanti.